# Magni Laksáfoss
Magni Laksáfoss (1969. december 3.) feröeri politikus, a Sambandsflokkurin tagja.

## Pályafutása
Közgazdasági (cand. polit.) végzettséget szerzett a Feröeri Egyetemen, ahol később külsős oktatóként gazdaságtörténetet oktatott.
2007 májusa és 2008 februárja között pénzügyminiszter volt Jóannes Eidesgaard kormányában. 2008-ban lett a Løgting tagja.

## Magánélete
Felesége Bodil Hentze Laksáfoss. Két gyermekük van.